# 이그니토
이그니토(IGNITO, 본명: 민재기, 1982년 9월 1일 ~ )는 대한민국의 MC 겸 래퍼 및 힙합 음악가이다. 예명은 점화한다는 뜻을 지닌 동사 Ignite에서 따왔다고 한다. 2005년 마일드 비츠의 Loaded 참여를 시작으로, 2006년 솔로 데뷔 앨범 Demolish를 발표하며 본격적인 활동을 시작하였다. 2005년부터 언더그라운드 힙합 레이블 빅딜 레코드의 소속이었으나, 현재 독립하여 Vitality (바이탈리티) 크루를 결성하여 Dazdepth, Akaslip, 일탈, DJ SQratch 등의 뮤지션들과 함께 음악 활동을 계속하고 있다. 특유의 중저음 목소리와 엇박 플로우, 무겁고 철학적인 가사 등의 스타일 때문에 '악마의 래퍼'라는 별명이 있다. 인하대학교 철학과를 졸업하고 동대학원 석사 과정에 재학 중이다.

## 활동
- Revenans : 같은 Vitality 크루의 멤버 Dazdepth와 함께 활동한 프로젝트 그룹이며, 1집 Beholder & Xenorm을 발매하였다.
- Vitality : Vitality 크루의 Dazdepth, Akaslip(Sleep-D) , 일탈과 레버넌스 활동 뒤에 영입한 DJ SQratch와 함께 1집 V를 발매하였다. 그리고 그는 새로운 멤버가 Vitality 크루에 참여할 것이라고 말하였다.

## 음반

### 솔로 앨범
- 2006년 Demolish (2008년 재발매)
- 2011년 Black
- 2017년 Gaia

### 합작 앨범
- 2008년 Beholder & Xenorm (as Revenans)
- 2009년 V (as Vitality)
- 2013년 Enemy(single) (as Vitality)
- 2014년 V2(single) (as Vitality)
- 2016년 Oracle(single) (with Hunger Noma)

### 참여 음반과 곡
- 2005년 마일드 비츠 - Loaded - <Beholder>
- 2006년 BnS -4th Release : Deeper than Underground - <Under MC들에게 고함>
- 2007년 마일드 비츠 - Never Sold Out - <Deal with Us>
- 2007년 다이나믹 듀오 - <동전 한 닢 Remix>
- 2007년 로퀜스 - Crucial Moment - <Necropolis>
- 2007년 딥플로우 - Vismajor - <불가항력>, <B.I.G.D.E.A.L>
- 2009년 다이너마이트 - Ultimate Dynamite - <82People>
- 2009년 스테디 비 - Steady Lady - <Walking Edges>
- 2009년 JA - '90 - <Dark Dignity>
- 2010년 제피 - Pandora Disk - <What's Hip-Hop?>
- 2010년 일탈 - Naked - <상아탑>
- 2010년 크루시픽스 크릭 - Transform - <AppleSeed>
- 2010년 팻두 - 팻두천사와 히나인요정의 이야기나라 - <쳇바퀴 10화 - 유리계단>
- 2013년 마일드 비츠 - Beautiful Struggle - <회귀, 반복>
- 2013년 여포 - P.O.R.N - <ZOMBIE>, <ENEMY>
- 2014년 허클베리 피 - gOld - <무언가(無言歌)>
- 2015년 펜토 - Adam - <Funeral>
- 2016년 잠비나이 - A Hermitage (은서;隱棲)  - <Abyss(무저갱)>